# Национальный музей Великой Греции
Национальный музей Великой Греции (итал. Museo Nazionale della Magna Grecia) — археологический музей, расположенный в Реджо-ди-Калабрии (Калабрия, Италия). Содержит археологические находки, обнаруженные в различных колониях Великой Греции.
Первоначальный фонд музея был сформирован из материалов, переданных из городского Museo Civico в XIX веке. Впоследствии музей значительно пополнился благодаря многочисленным открытиям в ходе археологических раскопок в древних городах-государствах Калабрия, Базиликата и Сицилия, постоянно проводимых вплоть до наших дней Археологическим управлением Калабрии, включая воинов из Риаче. Коллекция музея чрезвычайно важна для изучения VIII века до н. э., но также включает несколько объектов из доисторических и протоисторических периодов, а также из более поздних древнеримской и византийской эпох. В настоящее время новые находки в Калабрии выставляются там, где они были найдены, поскольку количество новых открытий позволило создать ряд небольших местных музеев в городах Кротоне, Локри, Борджа, Сибарис на Трэисе, Вибо-Валентия и Ламеция-Терме, которые вместе образуют museo reggino.

## История
В 1882 году был основан Городской музей, который в условиях нового национального единства собирал и распространял среди граждан культуру, знакомя их со свидетельствами местной истории и культуры, археологическими находками, воспоминаниями о Рисорджименто и коллекциями живописи. Городской музей Реджо, располагавшийся во Дворце архиепископа на набережной, состоял из следующих разделов: этнология, средневековое искусство, современное искусство, искусство Рисорджименто и нумизматика. В 1907 году под руководством итальянского археолога Паоло Орси было создано Археологическое управление Калабрии, которое проводило интенсивные раскопки в Реджо, Локри и в основных центрах археологического интереса Калабрии.

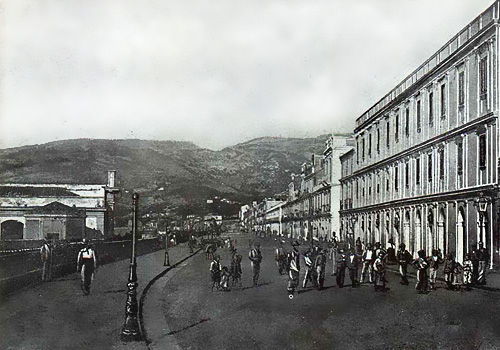
Real Palazzina, ряд зданий, в котором находился Городской музей (1920-е).

После Мессинского землетрясения 1908 года, разрушившего город, Паоло Орси предложил создать большой национальный музей, в котором экспонировались бы материалы государственных раскопок вместе с материалами из городских коллекций. Археологическое управление, созданное в 1925 году в Реджо, занималось строительством нового здания для «Национального музея Великой Греции», которое началось в 1932 году по проекту архитектора Марчелло Пьячентини.
Во время Второй мировой войны музей был закрыт, а материалы музея были перевезены в более безопасные места. В 1954 году коллекции Городского музея были объединены с коллекциями Национального музея, который открылся для публики в 1959 году. В 1962 году были открыты доисторический, протоисторический и локрийский отделы, в 1969 году — гранильный цех и художественная галерея, а в 1973 году — нумизматический отдел.
После обнаружения бронзовых скульптур из Риаче в 1981 году был создан отдел подводной археологии. В 1982 году отдел Ионических и Тирренских колоний и субколоний был реорганизован, и на первом и втором этажах здания для публики открылось еще 40 выставочных залов. Галерея средневекового и современного искусства была перемещена в новую Городскую художественную галерею Реджо-ди-Калабрия, чтобы освободить место для других тематических археологических коллекций. Музей разделён на шесть секций, расположенных на четырёх этажах в хронологическом и топографическом порядке.
В 2009—2016 годах была проведена реставрация музея. Основным элементом современной планировки является новый внутренний двор, покрытый прозрачным стеклянным потолком. В подвале Палаццо Пьячентини находятся два больших помещения, предназначенных для временных выставок

## Описание

### Коллекция музея
Археологические коллекции музея включают материалы раскопок в Калабрии, Базиликате и на Сицилии, иллюстрирующие искусство и историю Великой Греции с VIII век до н. э., а также материалы более раннего (доисторического и протоисторического) и более позднего (римского и византийского) периодов. 

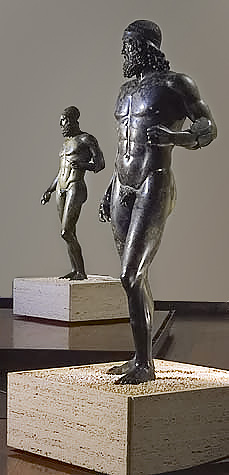
Бронзовые статуи из Риаче («Воины из Риаче»)

Наиболее значимые экспонаты коллекции включают:
- Бронзовые статуи из Риаче: найденные в провинции Реджо, это две большие бронзовые статуи, греческие оригиналы середины V век до н. э. были найдены в исключительно хорошем состоянии.  сохранности и, согласно последним исследованиям[3], мог изображать Тидея и Амфиарая или Этеокла и Полиника из «Семерых против Фив», входивших в большую группу бронзовых воинов.
- Бронзовая «Голова философа», найденная вместе с другими предметами в Портичелло, недалеко от Каннителло (деревня Вилла-Сан-Джованни), является частью фигуры Пифагора Самосского (V век до н. э.).
- «Базельская голова», греческий оригинал в  строгом стиле V век до н. э. часть статуи Зевса Освободителя. Была найдена на месте крушении корабля «Понтичелло». После обнаружения бюст был украден из музея и продан Базельскому музею, в честь которого она и получила своё название, прежде чем была возвращена.
- Курос из Реджо, архаичная скульптура из паросского мрамора, изображающая Аполлона Реджинского, датируемая VI веком до н. э. происходит из храма Аполлона Большого. Скульптура была обнаружена под железнодорожной станцией Реджо-ди-Калабрии-Лидо.
- Мраморный акролит Аполлона Алео из Чиро.
- Группа Диоскуров, спешивающихся с коней в битве при Сагре, из Локр Эпизефирских.
- «Рыцарь Марафиоти» — скульптура, изображающая одного из двух Диоскуров верхом на коне, которого несёт сфинкс, принадлежавшая храму Зевса в Локрах Эпизефирских.
- Коллекция пинаков с рельефными сценами похищения Персефоны, найденными в Локрах Эпизефирских.
- Бронзовые таблички из храма Зевса в Локрах Эпизефирских.
- Различные коллекции драгоценностей, бронзовых зеркал и медалей.

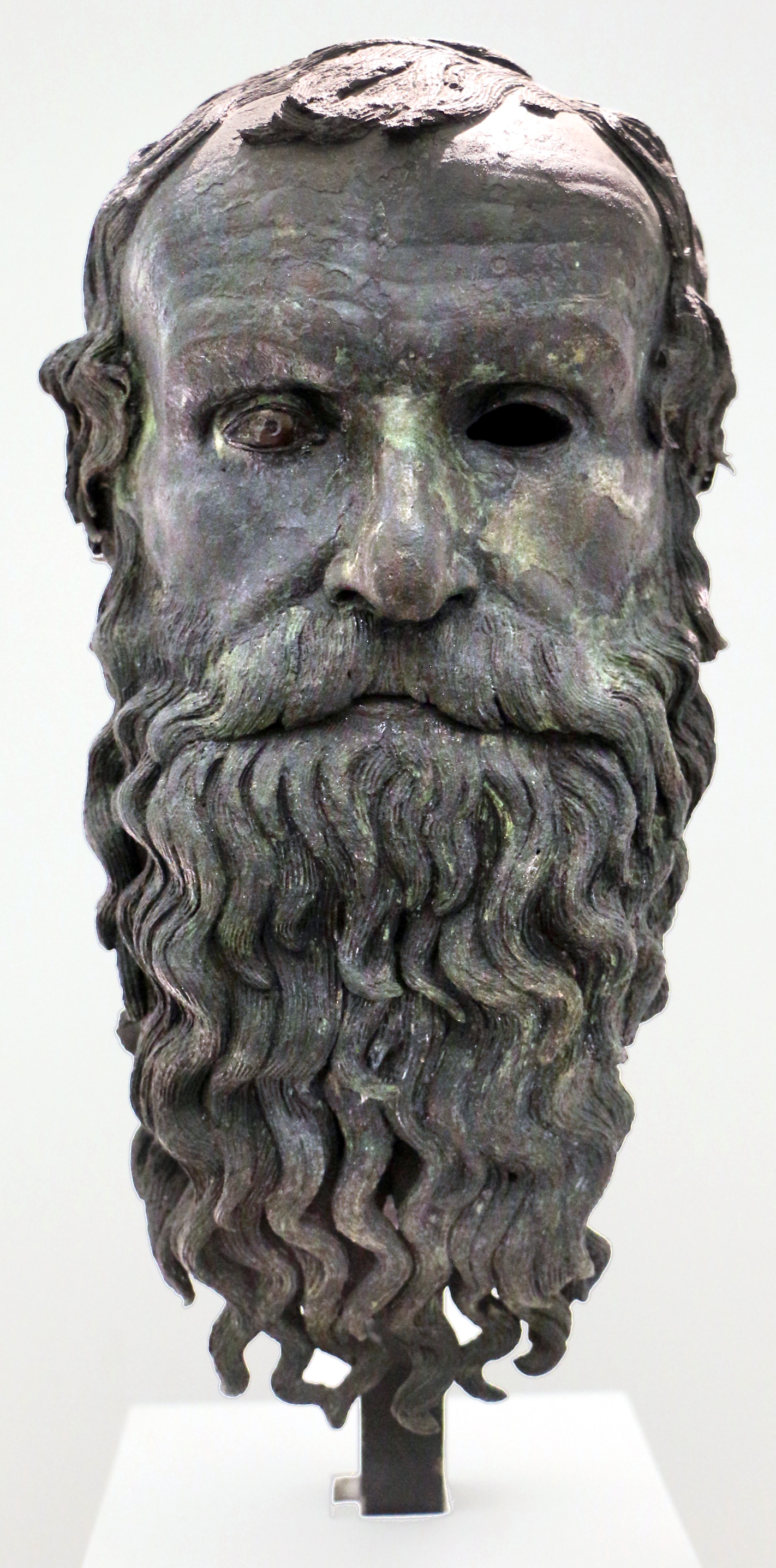
«Голова философа»
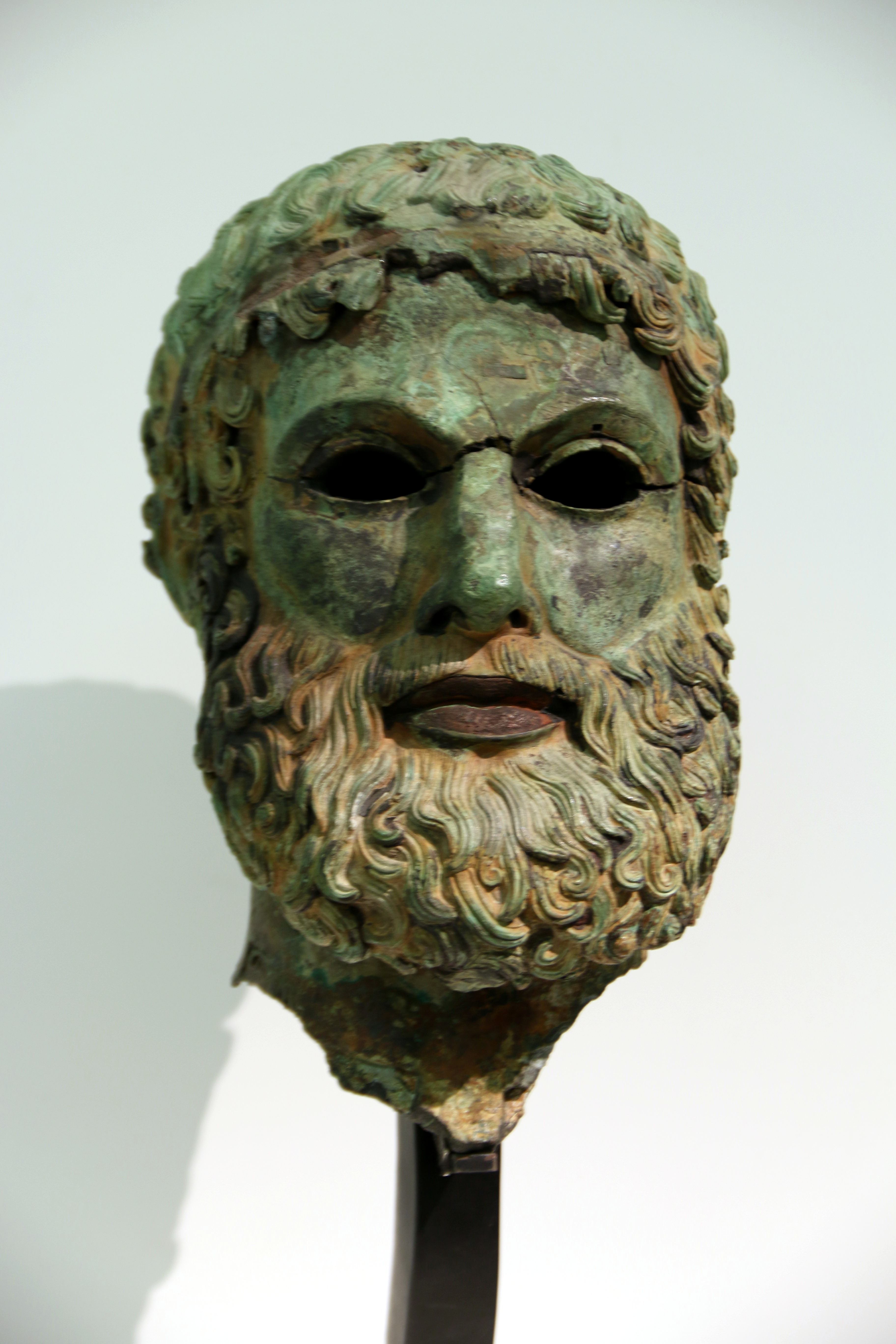
«Базельская голова»
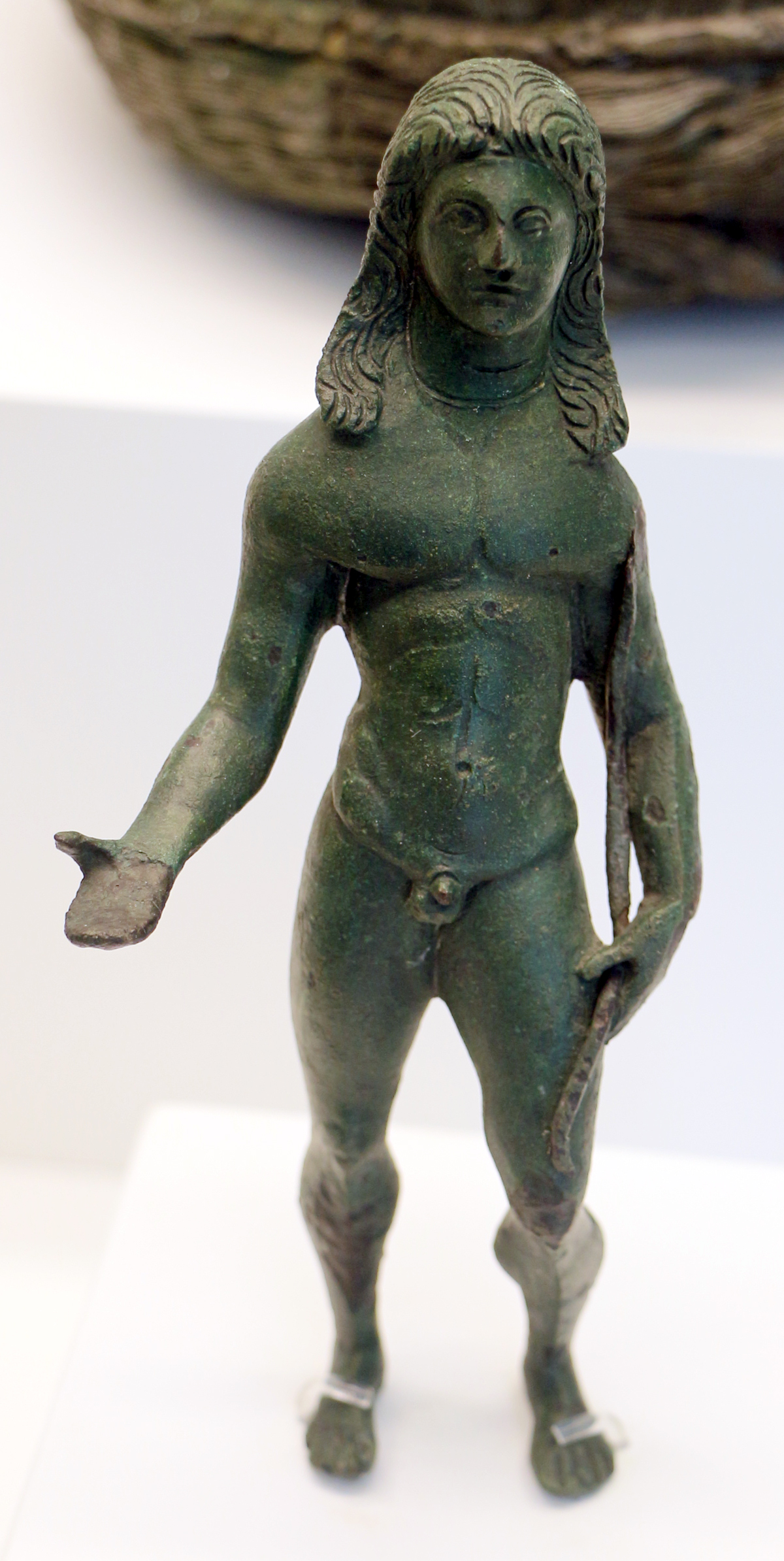
Фигура Аполлона (410-390 до н.э.)
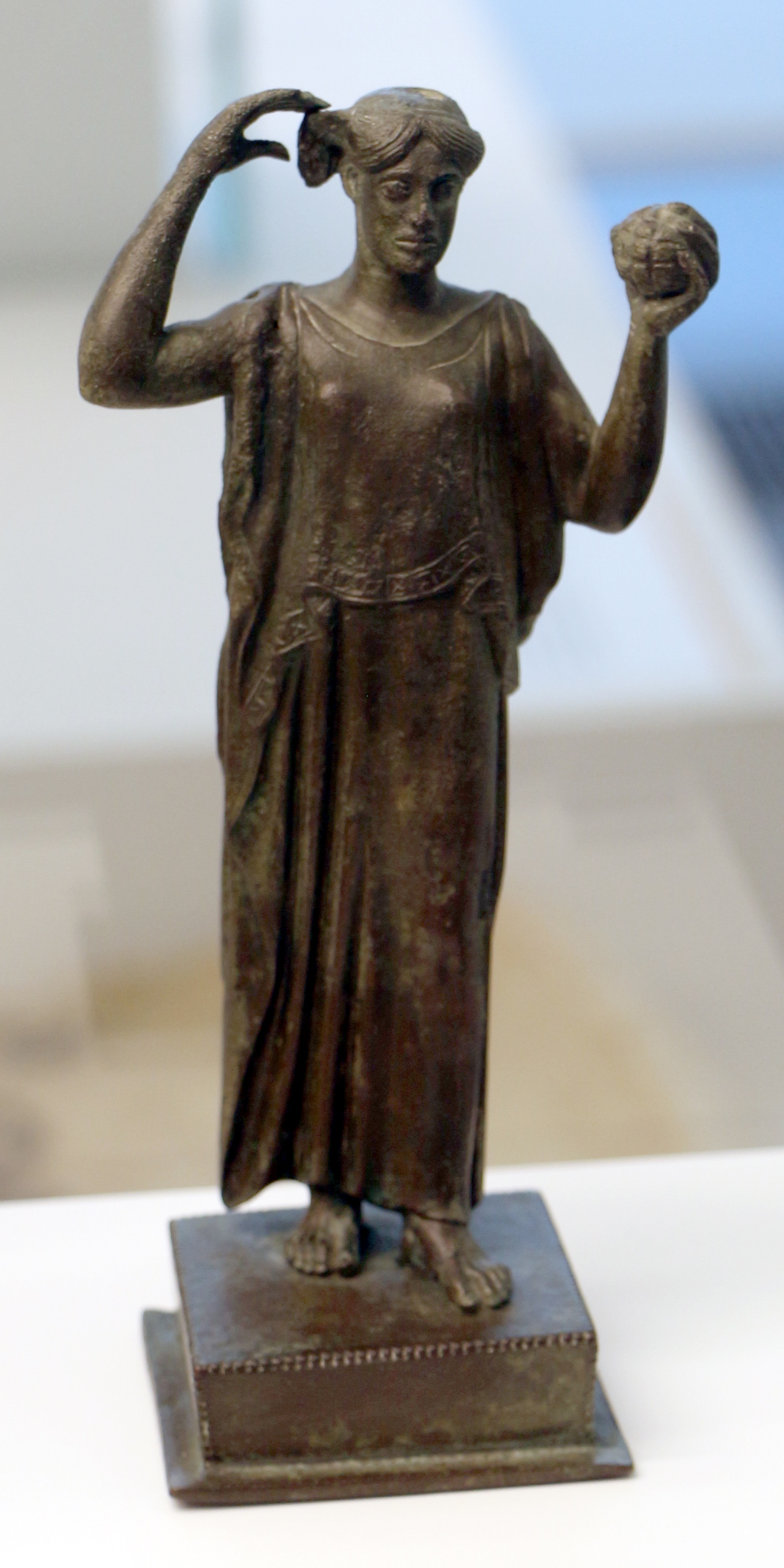
Ручка для зеркала в виде девушки (470-450 до н.э.)
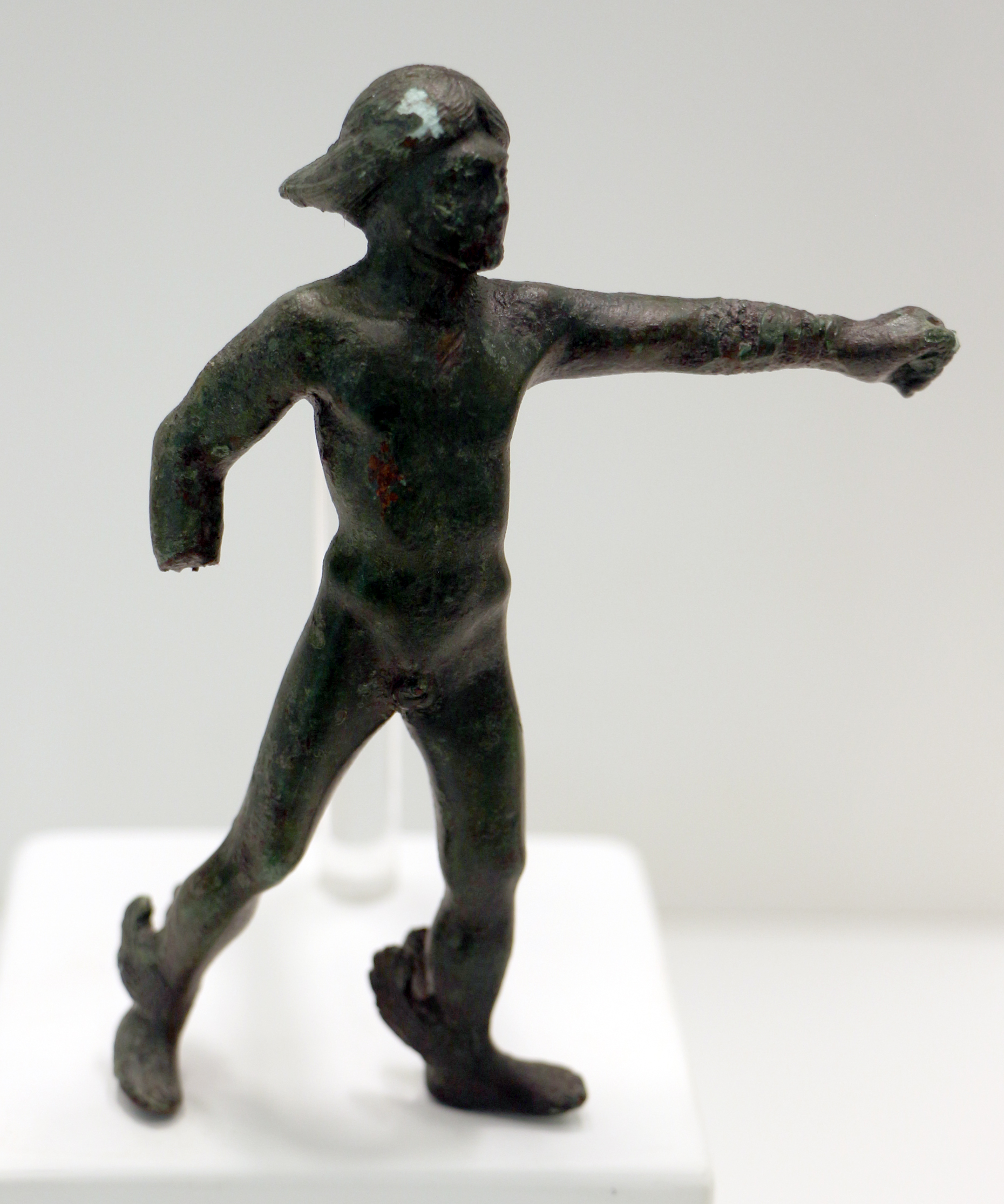
Персей (ок. 450 г. до н.э.)
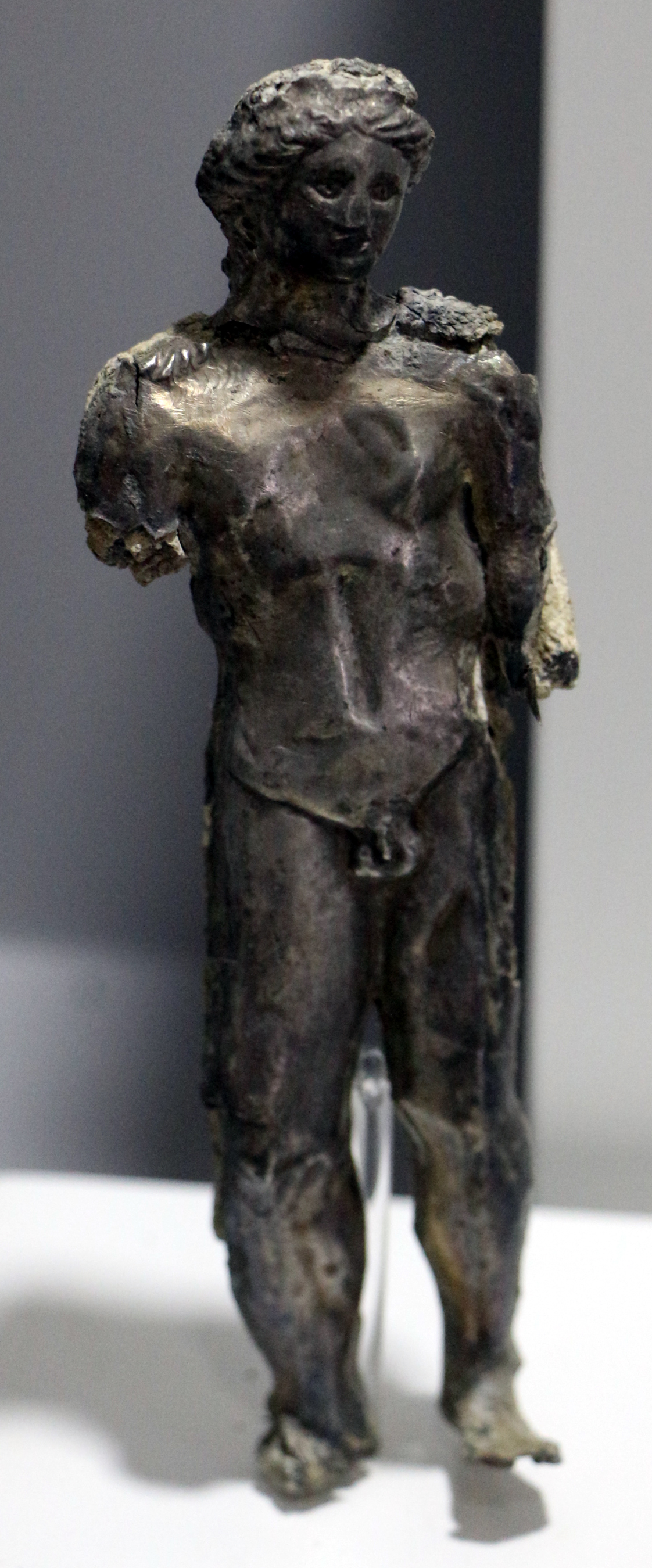
Геракл

### Палаццо Пьячентини
Здание, спроектированное Марчелло Пьячентини (в честь которого оно названо), было построено в 1932-1941 года. Массивный объём палаццо подчеркивает его монументальность. Здание состоит из рустованного основания из тёмного лавового камня. Большие выступающие травертиновые колонны чередуются с большими окнами выставочных залов. На главном фасаде находится ряд крупных скульптурных украшений, воспроизводящих монеты городов Великой Греции.
В 2009-2013 годах музей был закрыт на реконструкцию и расширение. В результате расширения, спроектированного Паоло Дезидери, появились новый внутренний двор, накрытый стеклянной крышей, и новая панорамная терраса, с которой можно любоваться панорамой Мессинского пролива.

## Галерея

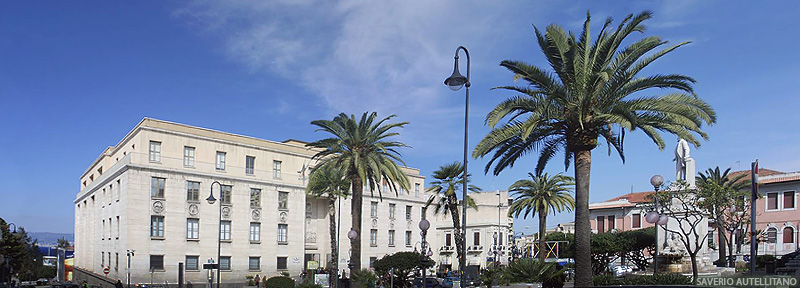
Площадь Джузеппо де Нава
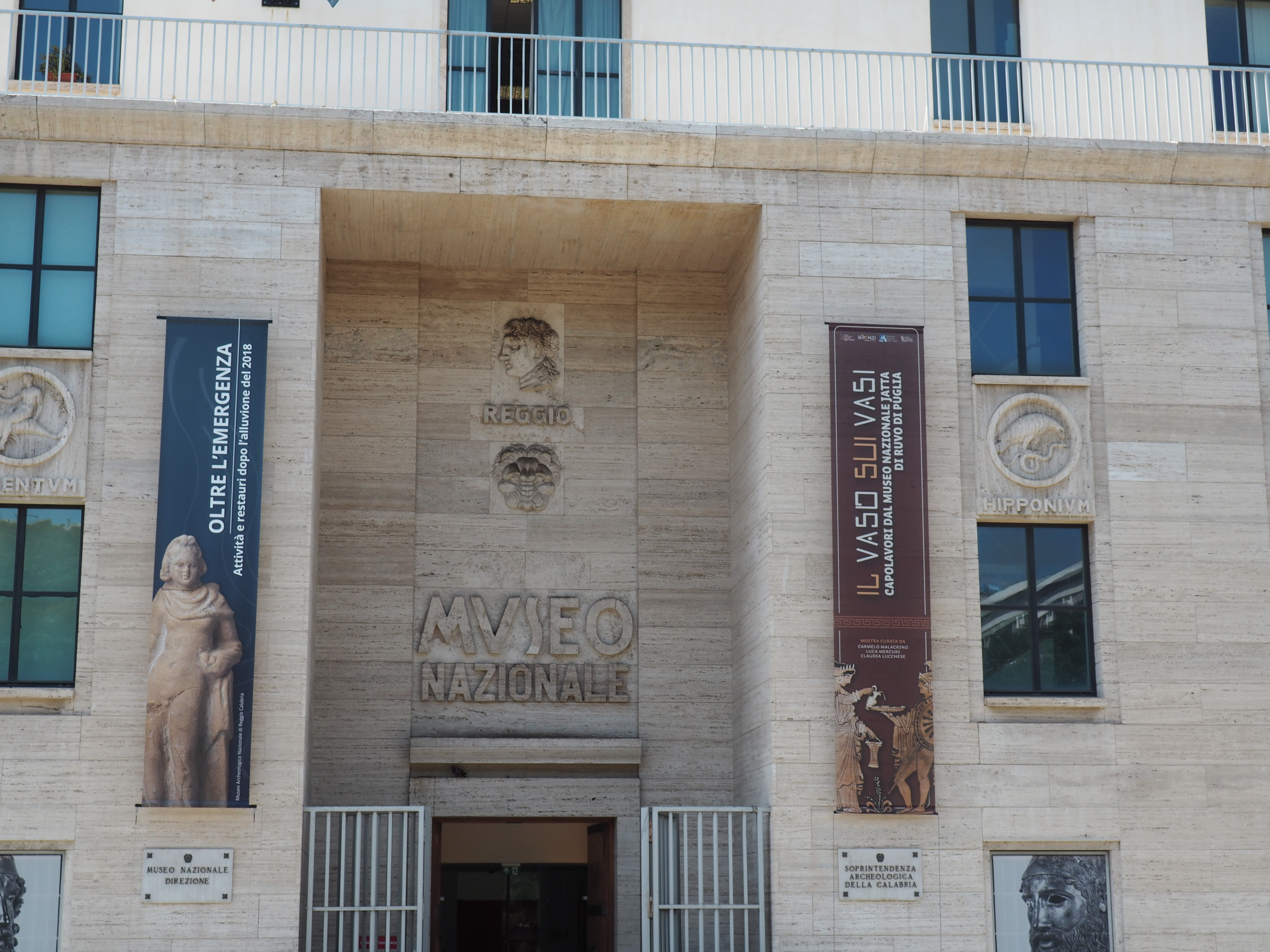
Вход в музей
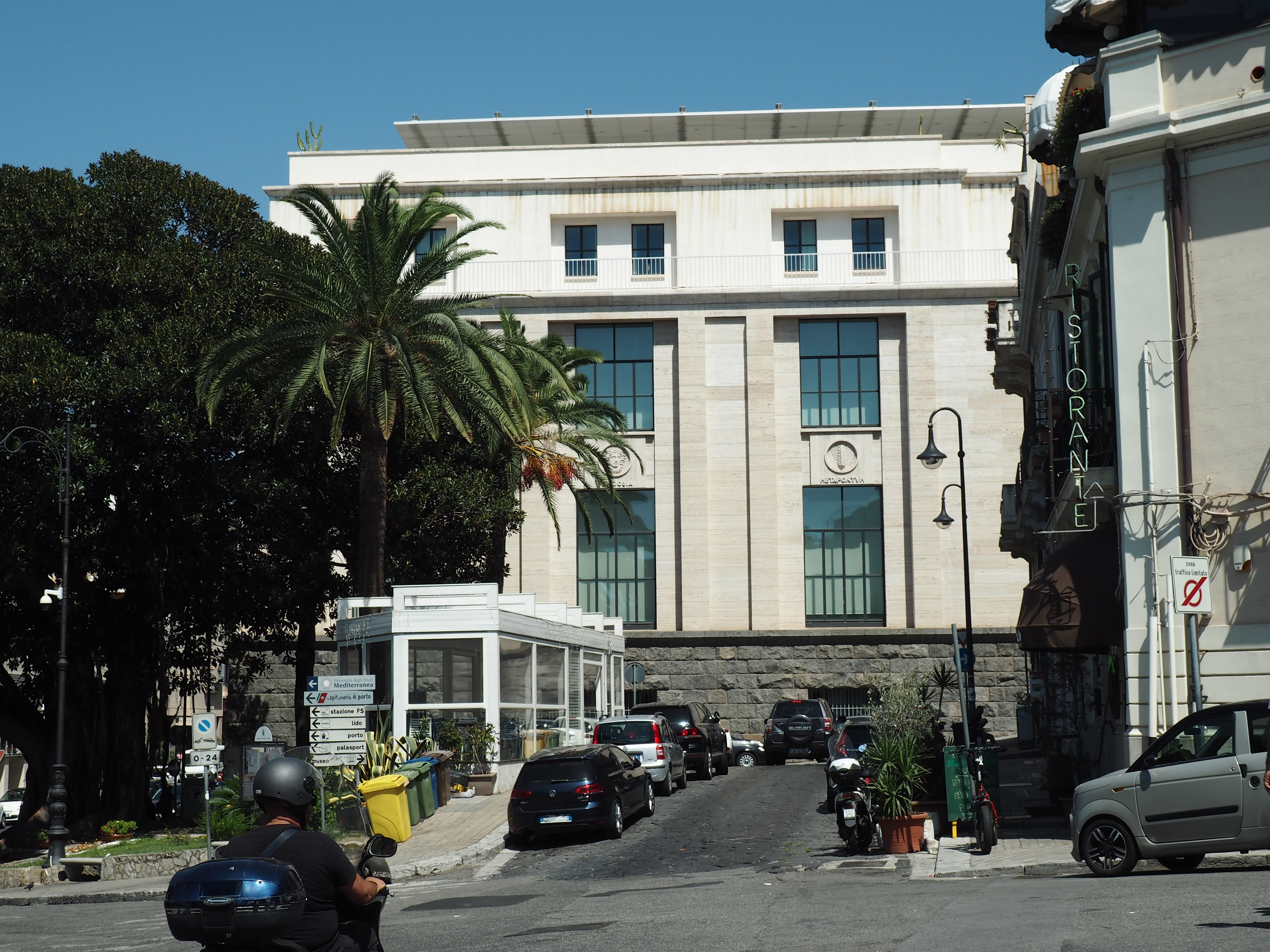
Левое крыло
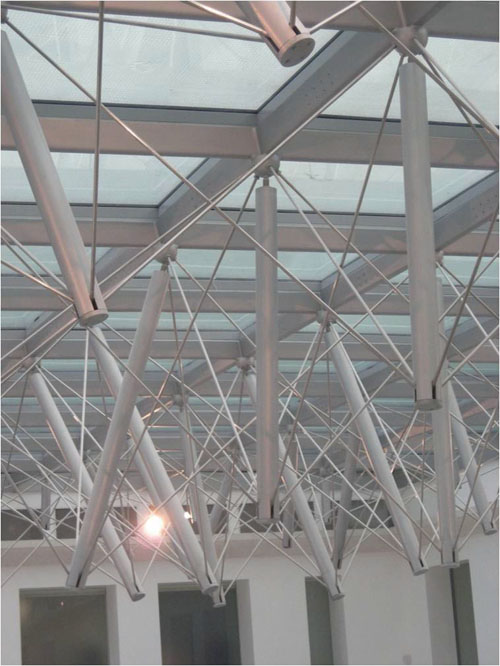
Крыша нового вестибюля